# Маккензи (трасса)

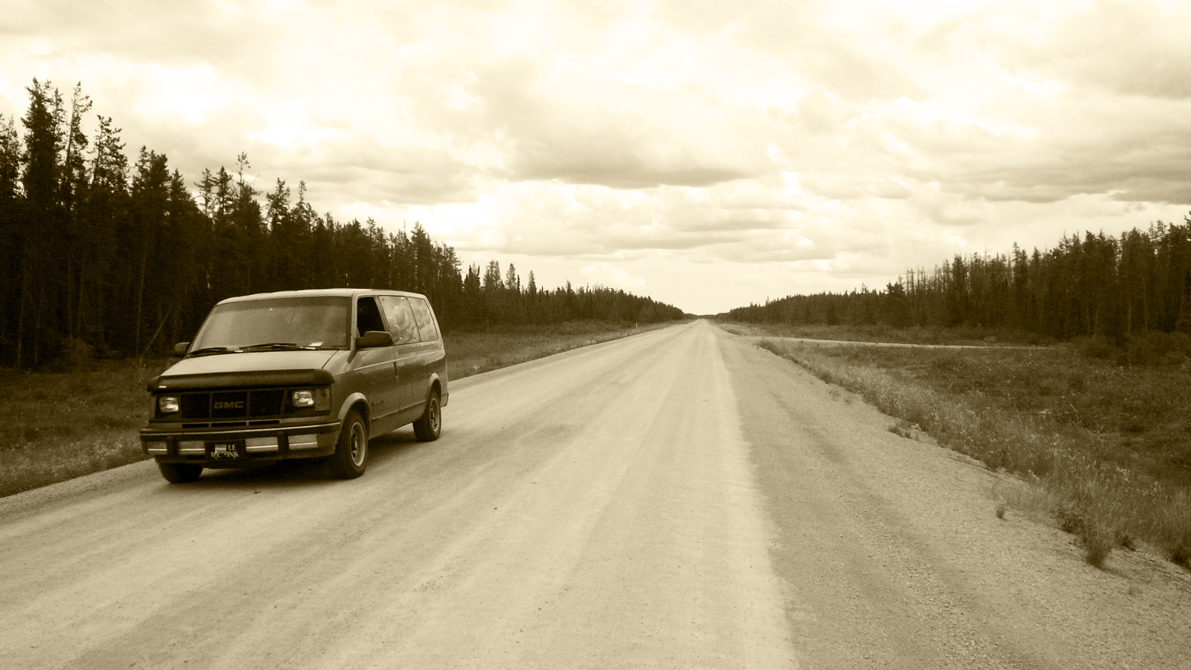

Трасса Маккензи, другие названия — трасса Северо-Западных территорий 1, трасса Альберты 35, соединяет населенные пункты Гримшоу, Альберта и Ригли, Северо-западные территории, Канада. Общая протяженность трассы 1152 км. 465 км трассы проходят по территории провинции Альберта, в то время как 687 км лежат в Северо-Западных территориях. В зимнее время трасса проходит дальше на север на 486,4 км до Форт-Гуд-Хоп.

## История и перспективы
Трасса Маккензи была построена в 1939 году как зимняя дорога от Йеллоунайфа до населённого пункта Хей-Ривер в Северо-Западных территориях. Основной задачей строительства являлся доступ к золотоискателям на Большом Невольничьем озере..
В 1945—1948 годы была построена всесезонная трасса, соединяющая Гримшоу и Хей-Ривер. Основное строительство трассы от поселения Энтерпрайза на трассе до индейского поселения Ригли проходило в 1972—1976 годы. Полностью автодорога была закончена в 1994 году. Часть трассы между Энтерпрайзом и Хей-Ривер в настоящее время является отдельной трассой.
В конце 1990-х годов рассматривался вопрос о продлении всесезонной трассы на 482 км до Форт-Гуд-Хоп или на 832 км до трассы Демпстер..
Трасса Маккензи получила своё название по имени сэра Александра Маккензи, исследователя, побывавшего на этой земле более 200 лет назад.

## Дорожное полотно и паромные переправы
Трасса в Альберте и первые 188 км трассы в северо-Западных территориях имеют асфальтовое покрытие, также асфальтовое покрытие есть на 60 км участке трассы от пересечения с трассой Лиард по направлению к Форт-Симпсон. Остальная дорога гравийная.
На трассе в северо-Западных территориях находятся две паромные переправы, или зимние переезды. Переправа «Лафферти» через реку Лиард находится на 457 км Северо-Западного участка трассы около Форт-Симпсон. Переправа обычно открыта с конца мая по конец октября. Зимняя переправа открывается в конце ноября для легковых автомобилей и в начале января для грузовых, а закрывается в середине апреля. Переправа «Джонни Беренс» через реку Маккензи находится на 548 км. Переправа обычно открыта с конца мая по конец октября и сильно зависит от уровня воды в реке. Зимняя переправа открывается в середине декабря для легковых автомобилей и в середине января для грузовых, а закрывается в середине апреля.

## Значение
Трасса Маккензи является основной трассой Северо-Западных территорий. Это одна из трёх транс-канадских трасс территорий, она соединяет территории с провинцией Британская Колумбия. На 83,1 км трассы берёт начало трасса Хей-Ривер, на 185,1 км — с трассой Йеллоунайф, а на 412 — с трассой Лиард. На 321 км трассы начинается зимняя трасса Троут-Лейк.
В зимнее время сама трасса Маккензи значительно удлиняется и доходит до Форт-Гуд-Хоп, составляя 1027 км по Северо-Западным территориям. На зимнем участке трассы с ней соединяется трасса Форт-Франклин на 914,3 км.

## Туризм
Автомобильные туристические маршруты Северо-Западных территорий делят трассу на две части: от границы с Альбертой до пересечения с трассой Лиард — Уотерфоллс-Роут, от пересечения, которое часто называют чекпоинтом, до Ригли — Херитаж-Роут. На маршруте Уотерфоллс-Роут, названном так из-за большого количества водопадов в этой части трассы, расположено много оборудованных стоянок, поддерживаемых правительством Северо-Западных территорий. Единственная оборудованная стоянка на маршруте Херитаж-Роут расположена в территориальном парке Форт-Симспон.